# Náletová dřevina

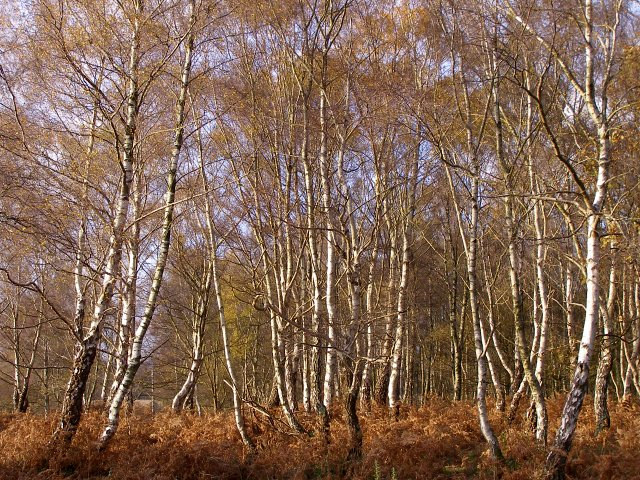
K typickým náletovým dřevinám patří bříza bělokorá; zde mladý les v Hampshire v Anglii

Náletová dřevina je termín lesnický a ekologický, který zahrnuje všechny dřeviny šířící se anemochoricky, tedy takové, jejichž semena jsou roznášena vzduchem.
Semeno je buď samo okřídleno (smrk – Picea abies, borovice – Pinus atd.), nebo plodní obal vybíhá v křídlo (jasan – Fraxinus, bříza – Betula, jilm – Ulmus atd.), anebo jsou vytvořeny zvláštní krycí či nosné listeny, které působí jako křídla (habr – Carpinus, lípa – Tilia atd.). Další možností jsou chomáče jemného chmýří, kterými jsou semena opatřena (vrba – Salix, topol – Populus atd.). Dle druhu okřídlení se pak pohybuje možnost semena doletět na určitou vzdálenost – například u vrb až 170 kilometrů.

## Výskyt
Náletové dřeviny se nenachází v klimaxovém systému, ale u sukcesně mladých společenstev. Nálet se uplatňuje zejména na místech, kde nebude mít konkurenci v boji o světlo (opakem je pak tzv. nárost u stromů s těžšími semeny, která o světlo tolik nebojují), tedy například u vykácených luk, u nově vzniklých mezí, na dvoře a zahradě, ale i u ekosystému po požáru.

## Nálety vdruhové sukcesi
Druhovou sukcesí rozumíme postupné střídání společenstev na nově vzniklém stanovišti (louka, dvůr, tundra po projití ledovce atd.). V první fázi například u zaniklé vesnice či pole ponechaného ladem dochází k invazi bylinných společenstev, v druhé fázi navazují keřová společenstva (maliník – Rubus ideaus, ostružiník – Rubus a další – rozšiřované zoochoricky – trnka – Prunus spinosa, růže – Rosa, hloh – Crataegus) a právě náletové dřeviny, které využívají humusový základ již vytvořený předchozími společenstvy. Zprvu jde o světlomilné druhy (záleží na složení okolních společenstev, chemismu podloží, nadmořské výšce atd.), zpravidla se nejprve objevuje bříza, na vlhkých stanovištích vrba, osika – Populus tremula, na sušších stanovištích borovice. V další fázi přichází v sukcesi druhy vytvářející stabilní společenstva (javory, duby, habry, buky atd.).

## Nálet ve městě
Prostory města jsou ideální pro pozorování tohoto děje. Často jsou s náletovými dřevinami ve městě potíže, zejména pokud se jedná o invazivní dřeviny (pajasan atd.). Zároveň ale může být správný druh na správném místě vítaným prvkem – už kvůli nulovým nákladům na jeho výsadbu. Taková dřevina je dokonale adaptovaná na podmínky stanoviště a přidává estetický prvek do města.

## Náletové dřeviny a legislativa
Zatímco v zákoně o ochraně přírody a krajiny není pojem „náletová dřevina“ vymezen, počítá se s ním ale v jiném zákoně:
zákon č. 254/2001 Sb § 59 odst. 1 písm. J:
j) odstraňovat náletové dřeviny z hrází sloužících k ochraně před povodněmi, ke vzdouvání vody nebo k akumulaci vody; na tyto povinnosti se s výjimkou ochrany památných stromů, zvláště chráněných druhů rostlin, zvláště chráněných živočichů a volně žijících ptáků, nevztahuje zákon o ochraně přírody a krajiny.
Pojem nálet ani náletová dřevina česká legislativa nezná. Je ale často zaměňován s dřevinou, k jejímuž pokácení není třeba povolení – to je stanoveno v obecně závazné vyhlášce ministerstva životního prostředí
Vyhláška ministerstva životního prostředí České republiky č. 395/1992 Sb., o ochraně přírody a krajiny
§ 8

Ochrana dřevin a povolování jejich kácení

(1) poškozování a ničení dřevin rostoucích mimo les (§ 7 odst. 1 zákona) je nedovolený zásah, který způsobí podstatné a trvalé snížení jejich ekologických a estetických funkcí nebo bezprostředně či následně způsobí jejich odumření.

(2) povolení ke kácení dřevin rostoucích mimo les za předpokladu, že tyto nejsou významným krajinným prvkem (§ 3 písm. b) zákona) a jsou splněny ostatní podmínky stanovené zákonem a jinými právními předpisy, se podle § 8 odst. 3 zákona nevyžaduje pro stromy o obvodu kmene do 80 cm měřeného ve výšce 130 cm nad zemí nebo souvislé keřové porosty do celkové plochy 40 m².

## Příklady přizpůsobení semene pro nesení větrem

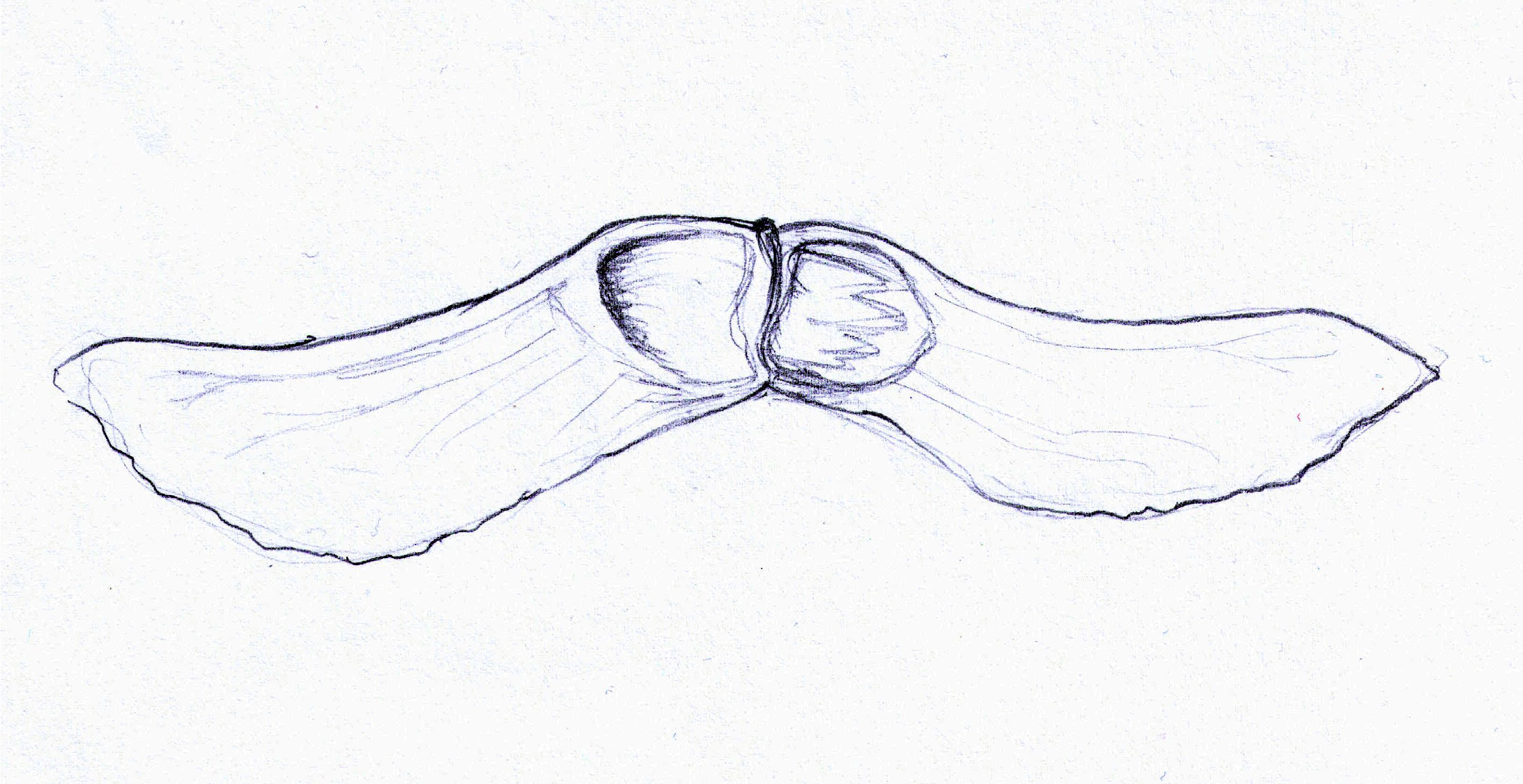
Příklad u javoru mléče
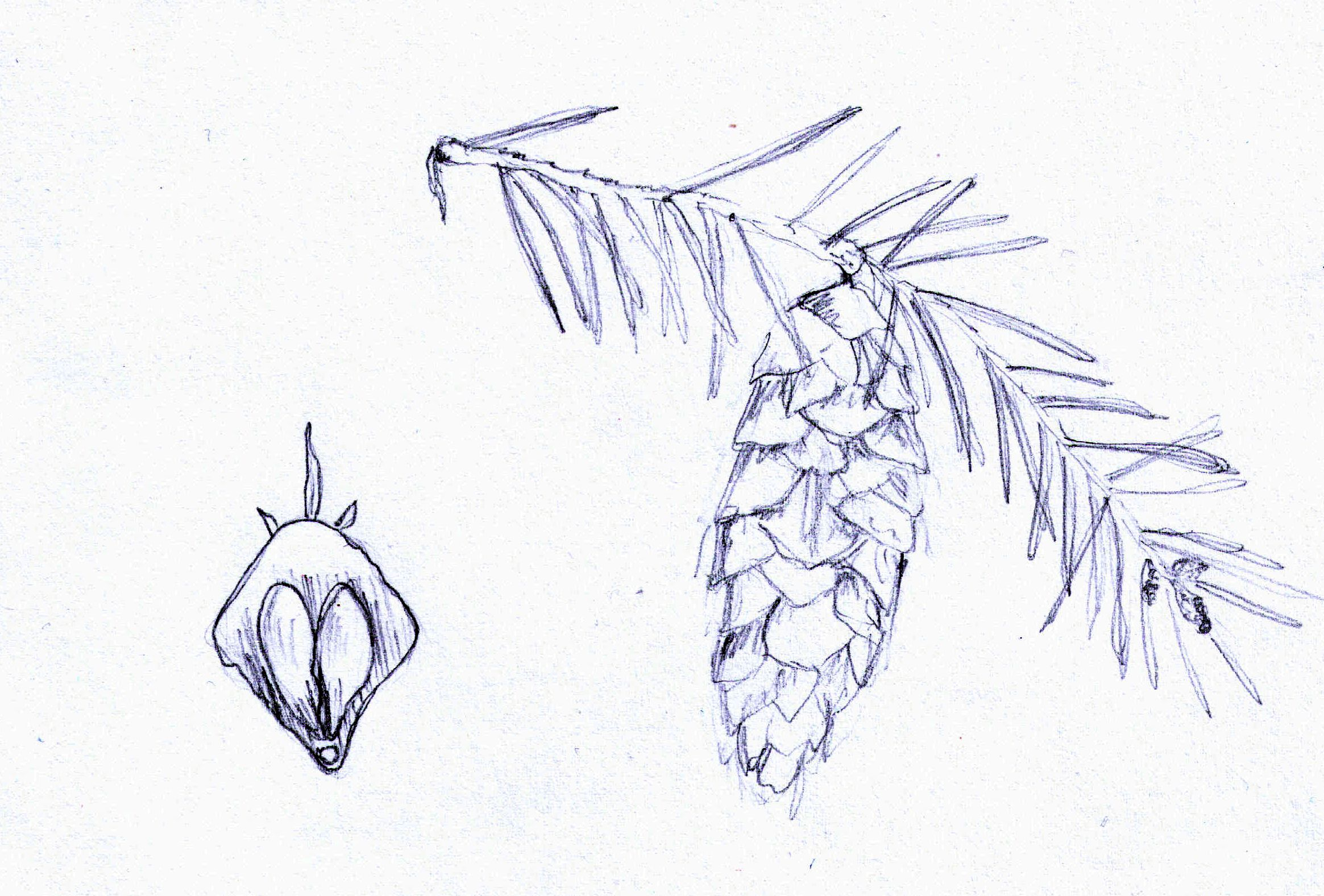
Příklad douglasky zelené
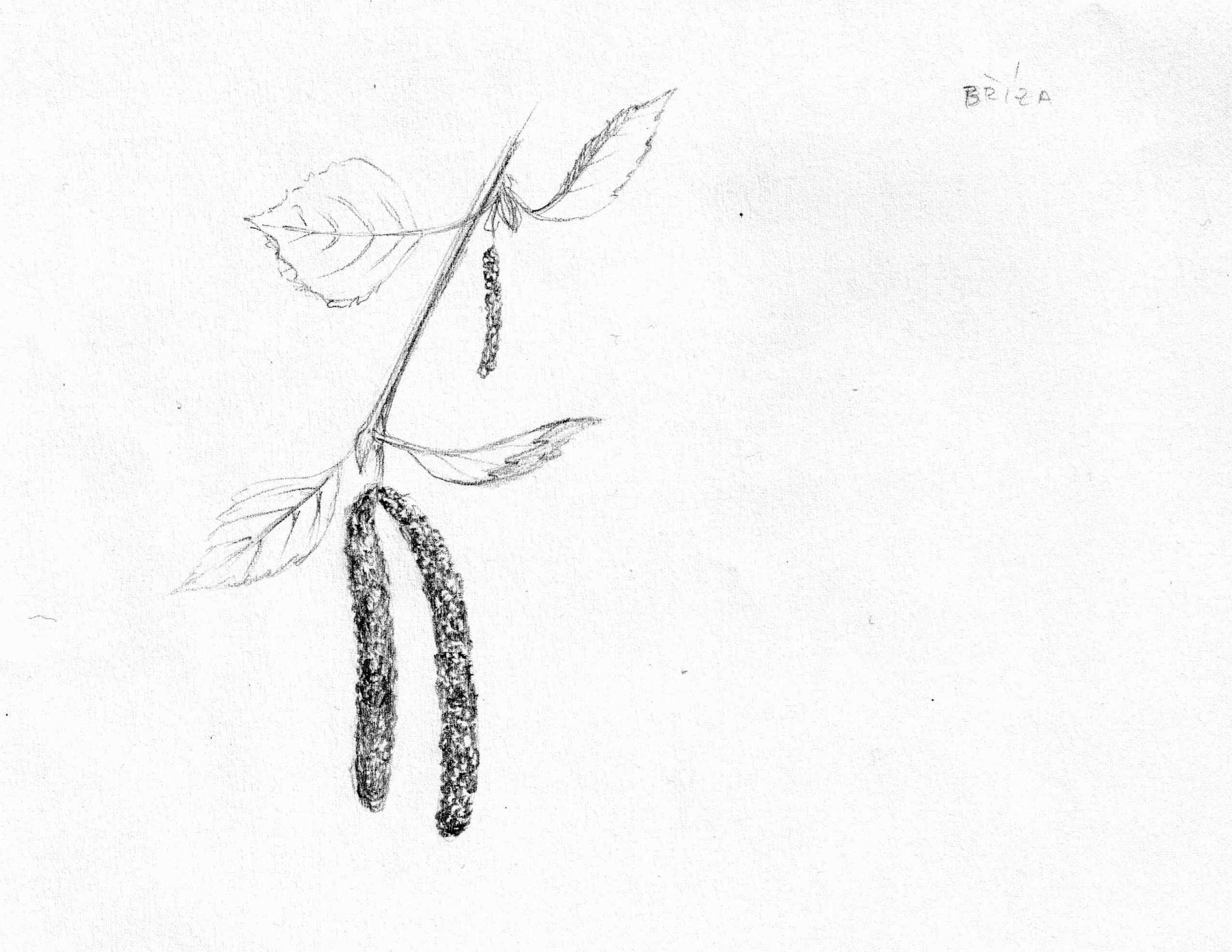
Příklad u břízy bělokoré